# Hrochův Týnec
Hrochův Týnec är en stad i Tjeckien.   Den ligger i distriktet Okres Chrudim och regionen Pardubice, i den centrala delen av landet, 110 km öster om huvudstaden Prag. Hrochův Týnec ligger 243 meter över havet och antalet invånare är 1 899.
Terrängen runt Hrochův Týnec är platt.Runt Hrochův Týnec är det ganska tätbefolkat, med 104 invånare per kvadratkilometer. Närmaste större samhälle är Pardubice, 13,1 km nordväst om Hrochův Týnec. Trakten runt Hrochův Týnec består till största delen av jordbruksmark.